# Kościół św. Michała Archanioła w Szybowicach
Kościół św. Michała Archanioła w Szybowicach – rzymskokatolicki kościół parafialny w Szybowicach, należący do parafii św. Michała Archanioła w Szybowicach, w dekanacie Prudnik, diecezji opolskiej.
Do wojewódzkiego rejestru zabytków wpisane jest:
- kościół par. pw. św. Michała, XVI, 1651, 1827, nr rej.: 198/ 56; 1081/66 z 4.02.1966.

## Historia
Pierwszy, drewniany kościół w Szybowicach był wzmiankowany w 1335 roku w rejestrze dziesięcin Galharda de Carceribus. Obecny kościół parafialny został zbudowany w XVI wieku. Według zapisów urbarza dóbr zamku w Prudniku z 1534, patronat nad kościołem w Szybowicach sprawował książę. W okresie reformacji należał do protestantów. W 1625 na cmentarzu wokół kościoła pogrzebano we wspólnych grobach 74 mieszkańców Szybowic zmarłych na dżumę. Na mocy decyzji cesarza Ferdynanda II, 12 lutego 1629 kapitan La Mordie przepędził z Prudnika protestanckich duchownych, a latem tego samego roku pięćdziesięciu żołnierzy dokonało zbrojnego wjazdu do Szybowic i zmusiło siłą mieszkańców do przejścia na katolicyzm. Pierwszym katolickim proboszczem Szybowic został Martin Prätorius.
Kościół przeszedł przebudowę w 1651. Po wizytacji kościoła w Szybowicach 28 października 1651 w sprawozdaniu zanotowano, że kościół był murowany, posiadał drewniany dach i był pod wezwaniem Narodzenia Najświętszej Marii Panny i św. Barbary. Posiadał jeden ołtarz, tabernakulum znajdowało się w otworze w murze obok ołtarza. W skład inwentarza kościelnego wchodził jeden kielich, jeden ornat, jedna alba i cztery dzwony na wieży. Kościół został poddany remontowi w 1731 i poświęcony Michałowi Archaniołowi, patronowi kościoła miejskiego w Prudniku. Proboszcz Johann Franz Ernst w 1769 zakupił dla kościoła organy za 300 talarów w warsztacie Schefflera w Brzegu.
W latach 1820–1838 przeprowadzono w kościele wiele prac. Proboszcz Johann Kahlert polecił wyłożyć posadzki kościoła marmurami ze Sławniowic i wstawić nowe ławki, wybić okrągłe okno pod chórem, wykonać nowe drzwi na wieżę, zamalować freski drogi krzyżowej, a w ich miejsce zakupił obrazy stacji drogi krzyżowej z Nowego Lasu. Usunął ołtarz św. Franciszka, sprowadzony do Szybowic z klasztoru kapucynów w Prudniku przez jednego z poprzednich proboszczów. W 1848 proboszcz Franz Reinhard Guttschke polecił wykonać remont dachu kościoła, odnowić ambonę, wykonać nowe ołtarze boczne. W 1867 wydał 1560 talarów na rozbudowę i podniesienie wysokości wieży kościoła. Pracą zajęli się bracia Franz i August Kabierske. Następny proboszcz – Joseph Drathschmidt – ufundował nowy ołtarz z figurą Michała Archanioła, otynkował kościół i wymalował jego wnętrze.
Adolf Schwarz – ostatni niemiecki proboszcz Szybowic – po I wojnie światowej przeprowadził najpoważniejszy remont kościoła. Górna część wieży kościelnej zwieńczona szpicem stopniowo się przechylała. Szpic rozebrano w 1919 i został odbudowany w 1923 z wyciętych drzew w Lesie Prudnickim. Podczas specjalnej uroczystości poświęcono krzyż i kulę, i umieszczono je na szpicy wieży. Do kuli włożono dokumenty, które zostały odkryte w 2010 podczas kolejnego remontu wieży i dachu kościoła.
Podczas walk w rejonie Prudnika podczas II wojny światowej dach kościoła stanowił cel dla rosyjskich pocisków artyleryjskich, które likwidowały umieszczone tam przez Niemców punkty obserwacyjne i stanowiska karabinów maszynowych. Od 1945, po zamieszkaniu Polaków w Szybowicach, parafianie wspólnie z ks. Ludwikiem Rutyną zajmowali się naprawą zniszczeń wojennych. W 1959 z inicjatywy proboszcza Romana Flakiewicza wykonano drzwi do zakrystii od strony wschodniej, w 1961 ławki na chórze, w latach 1962–1963 pokryto dach kościoła blachą, następnie przebudowano chór, dokonano renowacji ołtarza, w 1970 wymieniono organy mechaniczne z 1796 na pneumatyczne. Kościół w 1988 zyskał nowy dzwon.

## Galeria

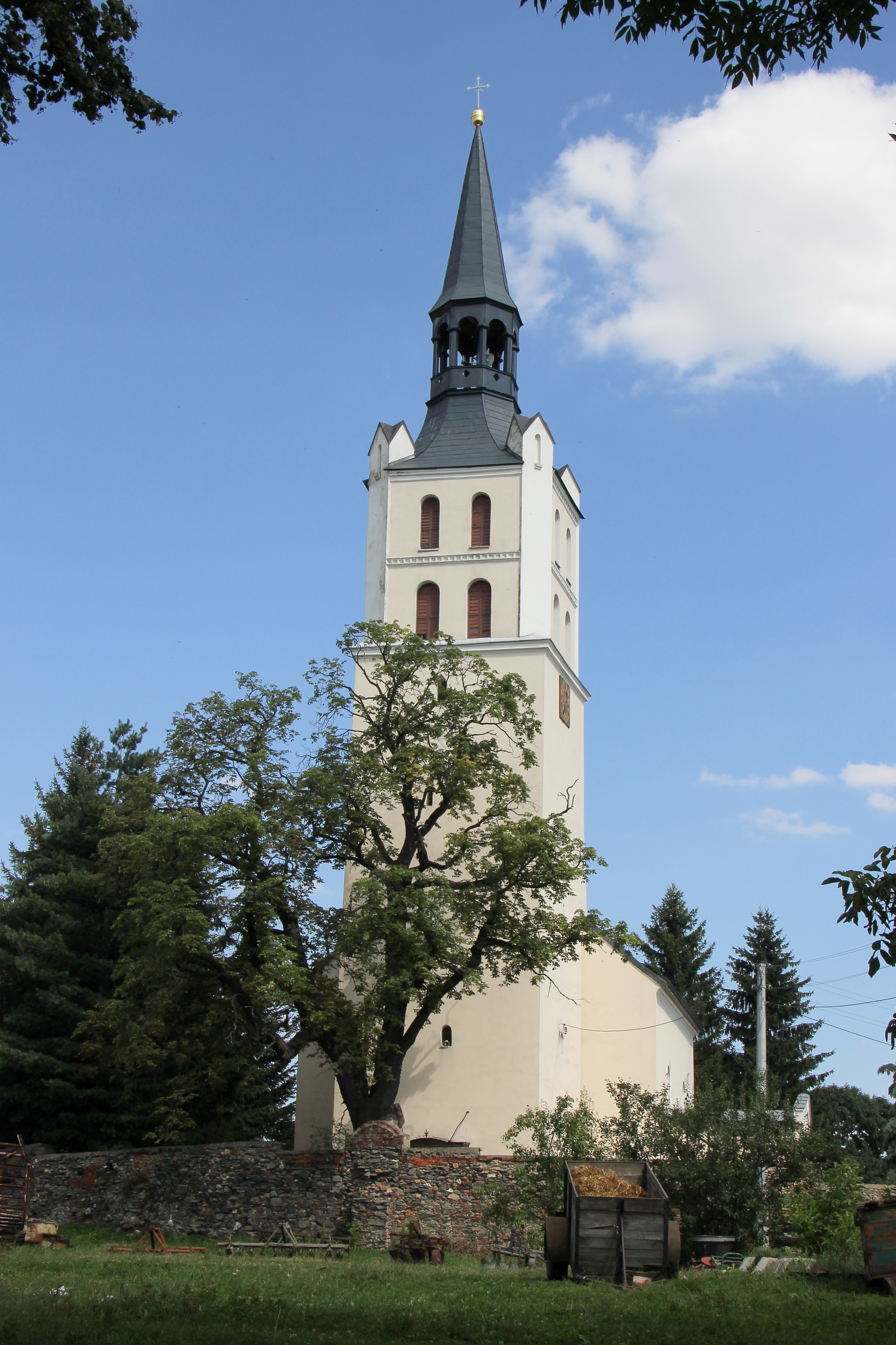
Kościół od strony zachodniej
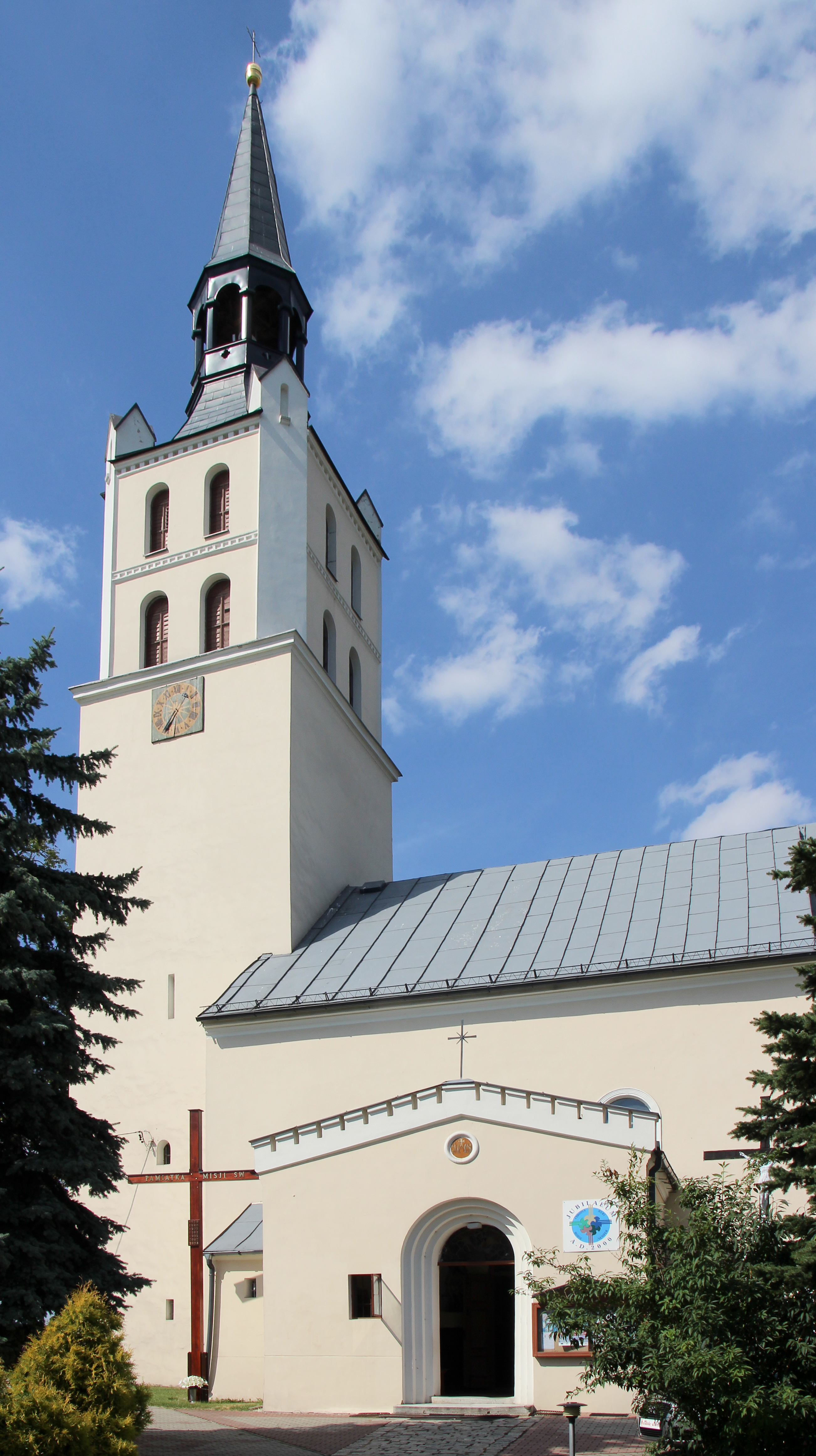
Kościół od strony południowej